# Lo más romántico de
Lo más romántico de è il secondo EP del gruppo musicale statunitense Ha*Ash, pubblicato il 10 febbraio 2021 dalla Sony Music.

## Tracce
1. Lo aprendí de ti – 3:17 (Ashley Grace, Hanna Nicole, José Luis Ortega)
2. Perdón, perdón – 3:46 (Ashley Grace, Hanna Nicole, José Luis Ortega)
3. ¿Qué hago yo? – 3:32 (Soraya)
4. Ex de verdad – 4:07 (Ashley Grace, Hanna Nicole, Beatriz Luengo, Antonio Rayo)
5. No pasa nada – 3:14 (Ashley Grace, Hanna Nicole, José Luis Ortega)
6. Odio amarte – 3:30 (Ashley Grace, Hanna Nicole, Áureo Baqueiro)

## Formazione
- Ashley Grace: voce
- Hanna Nicole: voce, pianoforte (tracce 2 e 3)
- Pablo De La Loza: pianoforte (tracce 1 e 4)
- Tim Mitchell: produzione (tracce 1, 2, 3 e 4), chitarra (tracce 1, 2, 3 e 4)
- Uri Natenzon: basso (tracce 1, 2, 3 e 4)
- Ben Peeler: chitarra (tracce 1, 2, 3 e 4)
- Ezequiel Ghilardi: batteria (tracce 1, 2, 3 e 4)
- George Noriega: produzione (tracce 1, 2, 3, 4 e 5), pianoforte (tracce 5), chitarra (tracce 5)
- Matt Calderín: batteria (tracce 5)
- Pete Wallace: pianoforte (tracce 5)
- Armando Ávila: basso (tracce 6), chitarra elettrica (tracce 6), pianoforte (tracce 6)
- Áureo Baqueiro: produzione (tracce 6), pianoforte (tracce 6)
- Pepe Damián: batteria (tracce 6)